# مجموعه تپه‌های تخت عدالت شاه
مجموعه تپه‌های تخت عدالت شاه مربوط به سده‌های میانه دوران‌های تاریخی پس از اسلام است و در شهرستان زابل، بخش میان کنگی، روستای تخت عدالت شاه واقع شده و این اثر در تاریخ ۷ مهر ۱۳۸۱ با شمارهٔ ثبت ۶۴۹۱ به‌عنوان یکی از آثار ملی ایران به ثبت رسیده است.